# Білозорка багамська
Білозорка багамська (Tachycineta cyaneoviridis) — вид горобцеподібних птахів родини ластівкових (Hirundinidae). Ендемік Багамських островів.

## Поширення
Гніздові популяції є лише на трьох островах на півночі Багам: Андрос, Великий Багама і Великий Абако. Колись гніздився на острові Нью-Провіденс. Зимує на східних Багамах і островах Теркс і Кайкос, а залітні птахи спостерігалися на східному узбережжі Куби та на півдні Флориди, включаючи острови Флорида-Кіс. Гніздиться у відкритих соснових лісах, хоча адаптувався і до міського середовища проживання.

## Опис
Ця глянцева ластівка має зелену голову та спину, синю верхню частину крил, чорні хвіст і кінчики крил, а також білі черевце та підборіддя.

## Спосіб життя
Білозорка багамська гніздиться в старих дуплах, що видовбані дятлом гіла багамська (Melanerpes superciliaris) в карибській сосні (Pinus caribaea var. bahamensis). Гніздо застелює хвоєю, гілками казуарини, травою, а також пір'ям інших горобцеподібних. Як правило, відкладає три яйця. Інкубація триває 15 днів, а період окрилення — приблизно 22 дні.